# Maullín
Maullín (mapudungún: inmutación de mau y de lliuñ, y significa «salto de agua» o «cascada de lluvia») es una ciudad y comuna de la zona sur de Chile ubicada en la provincia de Llanquihue, Región de Los Lagos. Limita al norte con Los Muermos, al este con Puerto Montt y Calbuco, al sur con el canal de Chacao y al oeste con el océano Pacífico. Según el censo de 2017, tiene 14 216 habitantes.
Junto con la vecina comuna de Calbuco, Maulllín tiene los asentamientos urbanos más antiguos de la provincia de Llanquihue —los cuales datan de comienzos del siglo XVII— y comparte vínculos históricos con el archipiélago de Chiloé.

## Historia

### Fundación
En 1603 —un año después de la despoblación de la ciudad de Osorno debido a la rebelión mapuche de 1598— el capitán español Francisco Hernández Ortiz Pizarro dirige la construcción de los fuertes San Antonio de Carelmapu y San Miguel de Calbuco, para defender desde el continente a las poblaciones españolas sobrevivientes de la destrucción de Osorno. Algunos autores proponen que el Fuerte de Maullín se habría fundado como una centinela de apoyo a estas poblaciones en torno a 1620, mientras que la Municipalidad de Maullín defiende una hipotética primera fundación el 12 de febrero de 1560. Por la escasez de fuentes, no existe consenso sobre la fecha exacta en que ocurrió este suceso.El antropólogo Wladimir Soto Cárcamo afirma en un nuevo libro titulado  “Historia del territorio de la  comuna de Maullín 12.500 A.P-1789” que lo que plantea la municipalidad de Maullín como fecha de fundación es una afirmación falsa surgida de   una mala trascripción de un artículo del diario El Llanquihue en una  edición especial fechada el 12 de febrero de 1960  titulada " Mirando con confianza hacia el futuro Maullín celebra hoy sus cuatro siglos", donde se plantea que  San Javier de Maullín es de época anterior a Calbuco y Carelmapu atribuyendo esa afirmación al académico  Pedro J. Barrientos Díaz  cosa que no dice ese investigador en su obra titulada   “ historia de Chiloé” de 1932 donde plantea que Maullín es de época posterior a los dos anteriormente mencionados o sea a 1603.

### Época colonial
En mayo de 1789 el fuerte es visitado por el marino español José de Moraleda, quien lo describe como:

Un hexágono equilátero reducido, con doce ángulos, seis entrantes y seis salientes. Su revestimiento exterior es de cuartones y el interior de pequeña estacada, y no está acabado, sino por partes el terraplén entre uno y otro revestimiento. El foso que lo circuye está algo excavado en partes y lo cierra una estacada simple".
José de Moraleda

En su reporte Moraleda también lo describe situado «sobre una puntilla de arena tan rasa, que apenas se levanta del nivel del mar tres varas», y que habría sido reconstruido a principios de 1787.
En 1797 la localidad vuelve a ser visitada por Tomás O'Higgins, quien ubica el fuerte en la «rivera del río Maullín, en paraje arenoso, por cuya causa se hacen en su estacada grandes brechas» y menciona la existencia de cuatro cañones operativos y doce milicianos a cargo del fuerte. También hace mención a la práctica del balseo desde Lolcura con una piragua, y a su origen como una fortificación contra los indígenas en siglos anteriores. Durante esta época la localidad era una importante parada del antiguo Camino Real que comunicaba la isla de Chiloé con la ciudad de Valdivia, ya que era el punto de embarque para cruzar el río Maullín.

### Incorporación a Chile
En marzo de 1820, durante la Guerra de la Independencia de Chile, desde Maullín parte el ejército realista que se dirigía a tratar de recuperar la zona sur (Valdivia y Osorno) que estaba ya dominada por los Patriotas; enfrentándose en el combate de El Toro, batalla que se convierte en la definitiva por el control de la región que se extiende entre Valdivia y el río Maullín. Finalmente el fuerte cae en manos de los independentistas el 29 de marzo de 1824, luego de la captura de Carelmapu a manos del sargento Manuel Riquelme. A partir de este momento comienza un proceso de chilenización del territorio, que incluye la creación del Departamento de Carelmapu, escuadrones milicianos adscritos a la Guardia Nacional, así como de la Municipalidad de Carelmapu como unidad política de los vecinos del territorio, abarcando las actuales comunas de Maullín, Los Muermos y Fresia.
En 1855 el antiguo departamento de Carelmapu es fusionado con el de Calbuco, transfiriéndose el asiento del departamento y de la Municipalidad a esta última localidad. Este proceso marca un declive de la localidad de Carelmapu, así como un mayor crecimiento del puerto de Maullín, menos dependiente de la administración pública durante este periodo.
En 1874 la localidad es visitada por el marino chileno Francisco Vidal Gormaz, quien en sus exploraciones realiza los primeros levantamientos topográficos de la cuenca del río Maullín. Asimismo, relata el mayor crecimiento de la villa comparada al otrora mayor poblado de Carelmapu, y la supervivencia de antiguas tradiciones, como la navegación en bongos y dalcas, y la extendida creencia en leyendas chilotas como la del camahueto.
El 22 de octubre de 1861 se segrega el departamento de Carelmapu de la provincia de Chiloé, y con ello a la subdelegación de Maullín que dependía de él, y pasa a integrar la recién creada provincia de Llanquihue Posteriormente, mediante el Decreto de Creación de Municipalidades de 1891, este territorio obtiene el rango de municipio. Entre 1927 y 1937, mediante el DFL 8582, la comuna vuelve a depender de la provincia de Chiloé a través del departamento de Llanquihue, para finalmente con la Ley 6027, de 1937, consolidar su actual dependencia con la provincia de Llanquihue. Hasta 1927 Maullín también incluyó el territorio de la actual comuna de Fresia, y hasta 1962 el de Los Muermos.
En 1992 se realizan las primeras elecciones municipales democráticas luego de la dictadura militar y resulta elegido Choﬁk Sade Guerrero de la Alianza Humanista Verde. En 1996 fue sucedido por Juan Cárcamo Cárcamo del Partido Demócrata Cristiano, quien sería reelecto posteriormente en tres ocasiones, finalizando su administración el año 2012.

## Medio ambiente

### Geomorfología y componentes abióticos

Trazado simplificado de los ecosistemas y cuerpos de agua presentes en la comuna de Maullín.

La comuna de Maullín se encuentra emplazada en las unidades geomorfológicas de Planicie marina o fluviomarina y Llano central con morrenas y conos; y presenta según la clasificación climática de Köppen clima templado lluvioso (Cfb) y clima templado lluvioso e influencia costera (Cfb (i)). Esta además se halla en la cuenca hidrográfica de Cuencas e islas entre río Bueno y río Puelo. Además, la comuna posee diversos cuerpos de agua, entre los que se destacan el río Ahinco, río Astillero, río Bartolo Paredes, río Cadiquen, río Cariquilda, río Cebadal, río Chilcas, río Cululil, río del Peñol, río El Vado, río Gómez, río González, río Puquitrin, río Huiman, río Maullín, río Olmopulli, río Puelpun, río San Pedro Nolasco, río Surgidero, río Tambor, río Tenio y río Vihuela.

### Componentes bióticos
Dentro del territorio de la comuna se puede encontrar el siguiente ecosistema:
- Bosque siempreverde templado interior donde predominan Nothofagus nitida y Podocarpus nubigenus (Preocupación menor)

### Medidas de protección ambiental y conflictos socioambientales
Hasta 2022, la comuna de Maullín cuenta con las siguientes zonas que poseen algún nivel de protección ambiental:
- Cordillera de la costa (Sitios Ley 19.300)[29]
- río Maullín (Sitios Ley 19.300)[30]
- Santuario de la Naturaleza Humedales del Río Maullín (Santuario de la Naturaleza)[31]

## Administración

### Municipalidad

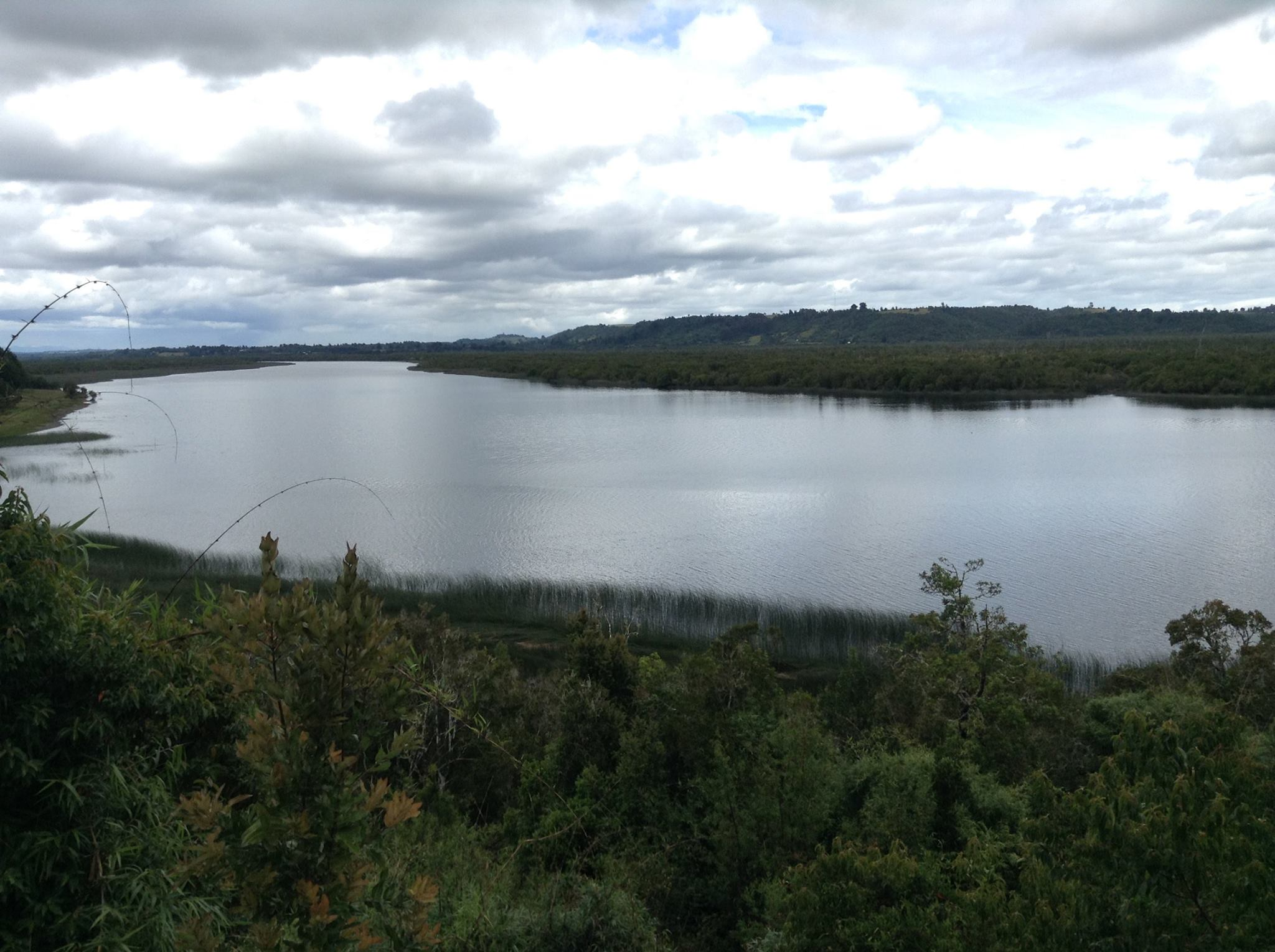
Río Maullín

Desde el año 2021 el alcalde de la comuna es Nabih Soza Cárdenas (Unión Demócrata Independiente), mientras que los concejales para el periodo 2021-2024 son: Juan Vásquez Díaz (PDC), Orlando Torres Ampuero (PS), Roberto Cayupe Figueroa (Independiente/PS), Carmen Serón Ojeda (independiente/UDI) y Hardy Dimter Gallardo (RN) y Marcela Miranda Soza (independiente/RN).

### Representación parlamentaria
Maullín pertenece a la XIII Circunscripción Senatorial —que representa al total de comunas de la Región de los Lagos— y al distrito electoral N.° 26, junto con Puerto Montt, Calbuco y Cochamó, y las comunas pertenecientes a las provincias de Chiloé y Palena.
En el Senado —para el periodo 2022-2030— está representada por Iván Moreira (UDI), Fidel Espinoza Sandoval (PS) y Carlos Kuschel Silva (RN).
En la Cámara de Diputados está representada —para el periodo 2022-2026— por Fernando Bórquez Montecinos (UDI), Mauro González Villarroel (RN), Jaime Sáez Quiroz (RD), Héctor Ulloa Aguilera (PPD) y Alejandro Bernales Maldonado (PL).

## Cultura
En la comuna existe un Departamento de Cultura perteneciente a la Municipalidad de Maullín, encargado de organizar, promover y difundir diversas actividades artístico-culturales en toda la comuna, para lo cual trabaja en conjunto con diversas organizaciones como centros juveniles, agrupaciones musicales, teatrales, talleres laborales, y también comunidades indígenas. Al año 2020, en la comuna existen catorce comunidades mapuches constituidas desde la década del 2000, las cuales buscan recuperar y fortalecer la cultura mapuche williche.[cita requerida]
Frente a la costanera se encuentra además la Biblioteca Pública Municipal Federico García Rival, la cual se encuentra abierta durante todo el año a la comunidad y también a los turistas que visitan la comuna. Esta biblioteca cuenta con un amplio catálogo de libros y revistas, además de una sala de computación y un amplio archivo histórico y fotográfico de la comuna. También funciona como centro de difusión cultural durante el año, es visitada por escritores, poetas y gestores culturales, quienes a través de las distintas actividades difunden su trabajo hacia la comunidad.

## Lugares de interés

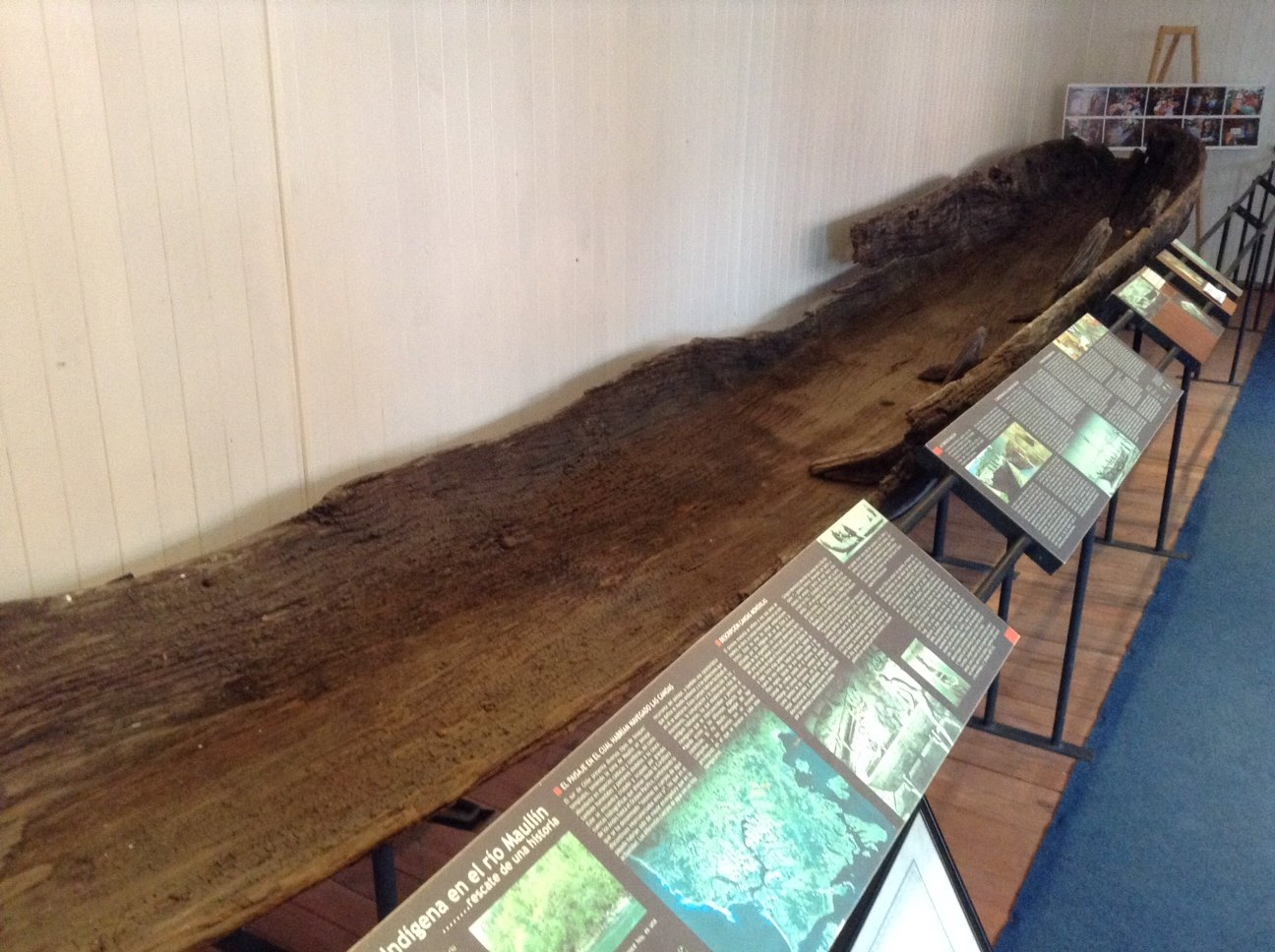
Wampu (bongo) en Museo de Maullín

Entre los principales atractivos turísticos de la comuna de Maullín están sus playas: Pangal, Amortajado, Mar Brava y Puerto Godoy. Pangal es la playa principal y queda a 4 km de Maullín entre las desembocaduras de los ríos San Pedro Nolasco y Maullín. De aproximadamente 6 km de largo, mira al océano Pacífico. Después de playa Pangal se encuentra playa Amortajado. Desde ahí se puede cruzar el río San Pedro Nolasco en un trayecto aproximado de cinco minutos y llegar a península Amortajado. 
Por su parte en Carelmapu, poblado distante a 17 km de Maullín se encuentra playa Mar Brava. Sus olas permiten la práctica del surf durante todo el año. En Carelmapu, también se celebra la fiesta en homenaje a la Virgen de la Candelaria, los días 1 y 2 de febrero. Es una de las celebraciones religiosas más antiguas del sur de Chile. La actual iglesia de Carelmapu, donde tiene lugar esta celebración, fue construida en 1913 y es monumento nacional desde 1993.  
En el Parque Pangal, ubicado a 4 km del centro de Maullín, se realiza en febrero el Festival Costumbrista del Parque Pangal. Con este festival se cierra la ruta de fiestas costumbristas que se realizan en toda la comuna de Maullín durante la temporada estival. 
En lo musical, a mediados de febrero también se realiza el Festival de Música y Canto Retro de Maullín, evento único en Chile y donde participan artistas de las décadas de los 60, 70 y 80, que interpretan temas de esa misma época (especialmente de la Nueva Ola).
Otros atractivos de la ciudad son la Iglesia Nuestra Señora del Rosario, cuya construcción actual data de 1895 y sus archivos de 1826, un mercado municipal con productos de la zona, y el Museo Municipal de Maullín, que entre sus colecciones cuenta con un bongo o wampu del siglo XVII.

### Turismo ecológico
Un ámbito de desarrollo turístico reciente de la comuna es el turismo ecológico, en particular el relacionado al avistamiento de aves, donde los humedales de península Amortajado, Lenqui, laguna Quenuir, Las Lajas y Lepihué, se han convertido en un lugar frecuente para esta práctica, debido a una biodiversidad registrada de 94 especies de aves acuáticas, que representan el 63 % del total de especies de aves acuáticas contabilizadas en Chile. Es por esto que desde el año 2016 estos humedales se integraron a la Red Hemisférica de Reservas para aves Playeras.
Otro hecho importante para la comuna es que en 2019 el río Maullín fue declarado oficialmente por el Consejo de Ministros como Santuario de la Naturaleza, lo que le otorga una protección legal a toda la avifauna existente en torno al río Maullín y a sus aguas.[cita requerida] Esto es de suma importancia, ya que la cuenca del río Maullín, con sus humedales, es una zona rica en especies de aves. Entre la avifauna figuran especies amenazadas (flamenco chileno, cuervo del pantano, cisne de cuello negro y coscoroba). Además, tiene una población de nutrias de río (Lontra provocax), especie en peligro de extinción, de coipos (Myocastor coypus) y de anfibios endémicos.

## Medios de comunicación

### Radioemisoras
- 91.5 FM - Radio Maullín
- 102.7 FM - Radio Pangal La Estación
- 104.1 FM - Radio San Francisco de Maullín